# Jean Bonaventure Le Lay de Villemaré
Jean-Bonaventure Le Lay de Villemaré né en 1659 et mort le 29 novembre 1743, était écuyer, greffier en chef au Parlement de Bretagne, lieutenant des maréchaux de France, et un fermier général du temps de Louis XIV.

## Une première carrière dans les offices en Bretagne
Né le 1er décembre 1659, à Plougonven (Finisterre), il  a épousé vers 1685 Anne Croq, fille de Jean Croq et de Marguerite Guillotou, apparentée à la famille Guillotou de Keréver.
Il fut successivement greffier garde-sacs au parlement de Bretagne (avant 1688-1700), 1er greffier en chef garde-sacs civil et criminel au parlement de Bretagne (1700-1719), à 600 livres de gages, lieutenant des maréchaux de France en Bretagne, financier, puis fermier général. Il fut en outre titulaire des quatre offices de greffier conservateur des minutes, expéditions, lettres et actes de la chancellerie de Bretagne à Rennes

## Les placements immobiliers à Paris, place Vendôme
En 1708, Jean Bonaventure achète au gendre de l’architecte Jules Hardouin-Mansart, Claude Lebas de Montargis (29 janvier 1659 - 25 mars 1741), le numéro 9 de la place Louis le Grand. Il y fit construire sur les plans de Jean-Baptiste Bullet de Chamblain son hôtel particulier qui prend alors son nom et dans lequel il réside jusqu’à son décès le 29 octobre 1743. Jean Bonaventure est inhumé en l’église Saint-Roch.
Son fils Jean Bonaventure Lelay de Guébriant hérite de l'hôtel de la place Vendôme et le vend pour 260 000 livres le 22 avril 1750 au fermier général François-Balthazar Dangé (1696 - 1777).

## Emprisonné lors de la chambre de justice de 1716
Lors de la chambre de justice de 1716, qui décida d'exproprier Paul Poisson de Bourvallais, de l'Hôtel de Bourvallais, Villemaré se vit taxé à quatre cent mille livres, et n'en fut pas ruiné, puisque, le 10 octobre 1720, il acheta encore l'ancien hôtel de Lorge, rue Neuve-Saint-Augustin à Paris, qui passa ensuite aux La Vallière.
Emprisonné, il est libéré par lettre de cachet et, de surcroît, on lui délivre un sauf conduit afin que ses créanciers ne puissent le saisir par corps. Le 15 novembre 1719, il a acheté par adjudication les terres et seigneuries du Plessix-Budes en St Carreuc, le Hirelet le Buisson en Plédrin, Lépinart en Ploufragan, la Cornillière et la Saulnière en Quessoy (22), le Guébriant en Pluduno, enfin le Rocher en Plévin. L’ensemble de ces terres, toutes dans le Finistère, ne comprend pas moins d’une douzaine de moulins à eau et à vent.